# Estádio Otávio Limeira Alves
Estádio Otávio Limeira Alves – stadion piłkarski, w Santa Cruz do Capibaribe, Pernambuco, Brazylia, na którym swoje mecze rozgrywa klub Sociedade Esportiva Ypiranga Futebol Clube.